# 松平容頌
松平 容頌（まつだいら かたのぶ）は、江戸時代中期から後期にかけての大名。陸奥国会津藩5代藩主。官位は正四位上・左近衛権中将。会津松平家5代。

## 生涯

### 藩政改革、始動
4代藩主・松平容貞の長男として誕生。
寛延3年（1750年）11月12日、家督を相続する。寛延4年7月（1751年）に幕府より国目付として使番の秋月種蔭らが派遣された。宝暦6年（1756年）9月15日、9代将軍・徳川家重に御目見する。同年12月18日、従四位下に叙位。侍従に任官し肥後守を兼任する。宝暦9年、初めて会津にお国入りする。宝暦10年3月22日、将軍家重の右大臣転任に伴い上洛し、同年4月25日、左近衛権少将に転任する。肥後守如元。
これに対し、彦根藩主・井伊直幸は、焦りを抱いて官位昇進に熱心に取り組み、容頌も対抗するようになる。明和2年（1765年）、徳川家康の150回忌に際し、官位の昇進を狙い、幕府に日光への使いとなることを申し出るものの、先例にないとして却下される。しかし、明和2年10月15日、徳川家基の理髪役を務めることになり、直幸と共に左近衛権中将に転任する。肥後守如元。また、明和7年（1770年）12月16日、正四位下に昇叙。左近衛権中将肥後守如元。さらに、安永7年（1778年）12月16日、正四位上に昇叙。左近衛権中将肥後守如元。
藩主となった頃、会津藩では財政が窮乏化して年貢増徴による財政再建を図ったが、百姓一揆という反対を受けて失敗していた。その上、天明の大飢饉により会津藩は大被害を受け、財政は破綻寸前となる。このような藩財政を再建するため、容頌は自分より6歳年下の田中玄宰を天明元年（1781年）に家老として登用し、藩政改革を行なおうと考えた。しかし玄宰の登用に反対する保守派の動きや、玄宰自身が病気に倒れたということもあって、実際に改革が始まったのは天明5年（1785年）からのことであった。
玄宰は容頌の厚い信任のもとで、天明7年（1787年）に藩政改革の大綱を発表する。厳しい倹約令や華美な風俗の取り締まり、荒廃した農村復興や支配強化、殖産興業政策や特産品の売買奨励、教育の普及などがそれであった。倹約は特に厳しく、容頌もこれに協力するために自らの私的な生活費を切り詰め、参勤交代における経費なども大幅に削減した。
農村復興政策においてはそれまで城で命令だけを出していた代官や奉行らを直接、農村に赴かせて指導に当たらせた。また、均田制の導入なども行なっている。特産品売買においては蝋や漆の専売化、養蚕や漆器の生産制強化などを行なった。また、他国から酒造商人を招聘して、会津における特殊な酒を製造し、販売した。
そのほかにも朝鮮人参の栽培や紅花の栽培、製糸、機織、川魚の養蚕制などにも尽力し、寛政5年（1793年）には江戸の中橋に会津藩産物会所を創設して、江戸で国産品の多くを販売し、多くの利益を得た。
これによって財政再建は成された。

### 文武の発展
会津藩は藩祖・保科正之以来、文武が大いに奨励されたが、容頌と玄宰も享和3年（1803年）に藩校・日新館を創設し、文武を大いに奨励した。日新館は藩士やその子弟、さらに庶民が通うこともできる藩校であり、文学や礼式は勿論のこと、兵学や水練などの武道も教えられ、文武に優れた人材を広く育てることになった。容頌の命令によって藩士の沢田名垂が指導者となり、『日新館童子訓』上下2巻が編纂された。
さらに玄宰によって、容頌正之時代に編纂された『会津風土記』の補助的な編纂も行なわれた。これは『新編会津風土記』と呼ばれている。新編風土記は容頌の死後に完成した。

### 死後
文化2年（1805年）、死去。享年62。従弟の容詮を養子としていたが早世し、容詮の次男の容住が跡を継いだ。
玄宰と協力した結果、藩政改革は大いに成功を収めた。藩政も比較的安定化し、会津藩は幕末期の容保時代における勢力を蓄えることができたのである。

## 系譜
父母
- 松平容貞（父）
- 貴養 ー 三田伊皿子の商家館新兵衛の娘、側室（母）

正室、継室
- 銑 ー 阿部正允の娘（正室）
- 誠姫 ー 毛利重就の養女、毛利宗広の次女（継室）

婚約者
- 沛姫 ー 伊達宗村の次女

養子、養女
- 松平容詮 ー 松平容章の長男
- 春洞院 ー 松平信明正室後に加藤泰候継室、松平容章の娘
- 大村純鎮正室 ー 松平容章の娘